# П'єрпойнт (Каліфорнія)
П'єрпойнт (англ. Pierpoint) — переписна місцевість (CDP) в США, в окрузі Туларе штату Каліфорнія. Населення — 59 осіб (2020).

## Географія
П'єрпойнт розташований за координатами 36°8′26″ пн. ш. 118°37′47″ зх. д. / 36.14056° пн. ш. 118.62972° зх. д. (36.140468, -118.629615).  За даними Бюро перепису населення США в 2010 році переписна місцевість мала площу 1,06 км², уся площа — суходіл.

## Демографія
Згідно з переписом 2010 року, у переписній місцевості мешкали 52 особи в 26 домогосподарствах у складі 19 родин. Густота населення становила 49 осіб/км².  Було 83 помешкання (79/км²).
Расовий склад населення:
| - 98,1 % — білих - 1,9 % — осіб інших рас |

До двох чи більше рас належало 0,0 %. Частка іспаномовних становила 1,9 % від усіх жителів.
За віковим діапазоном населення розподілялося таким чином: 11,5 % — особи молодші 18 років, 63,5 % — особи у віці 18—64 років, 25,0 % — особи у віці 65 років та старші. Медіана віку мешканця становила 56,5 року. На 100 осіб жіночої статі у переписній місцевості припадало 85,7 чоловіків;  на 100 жінок у віці від 18 років та старших — 76,9 чоловіків також старших 18 років.
Цивільне працевлаштоване населення становило 13 особи. Основні галузі зайнятості: сільське господарство, лісництво, риболовля — 100,0 %.